# Seznam kanadskih fizikov
Seznam kanadskih fizikov.

## A
- John F. Allen (1908 – 2001)
- Nima Arkani-Hamed (1972 –)

## B
- Alexander Graham Bell (1847 – 1922)
- Robert Birgeneau (1942 –)
- Robert William Boyle (1883 – 1955)
- Willard Sterling Boyle (1924 – 2011)  2009
- Bertram Neville Brockhouse (1918 – 2003)  1994
- D. Allan Bromley (1926 – 2005)
- Harriet Brooks (1876 – 1933)
- Eli Franklin Burton (1879 – 1948)

## C
- John Herbert Chapman
- Matthew William Choptuik
- Fred Isaac Cooperstock (1940 – 2018)
- Bibijana Čujec (1926 – 2022)

## D
- Arthur Jeffrey Dempster (1886 – 1950)
- Chandre Dharma-wardana

## F
- Sylvia Fedoruk
- Melissa Franklin
- Ursula Franklin
- Laurent Freidel
- Charlotte Froese Fischer
- Valerij Pavlovič Frolov (1946 –)

## H
- Robert Haynes
- Gerhard Herzberg

## I
- Werner Israel (1931 – 2022)

## J
- John David Jackson (1925 – 2016)
- Sajeev John
- Harold E. Johns

## K
- Larkin Kerwin
- Lev Abramovič Kofman (1957 – 2009)
- Lawrence M. Krauss

## L
- Robert Langlands
- Hugh Le Caine
- Wilfrid Bennett Lewis (1908 – 1987)
- James Loudon

## M
- Arthur Bruce McDonald (1943 –)  2015 (astrofizik)
- Steven MacLean
- John Cunningham McLennan (1867 – 1935)
- John W. Moffat (1932 –)
- Robert Myers

## P
- Don Nelson Page (1948 –)
- Anthony Pawson
- Philip James Edwin (Jim) Peebles (1935 –)  2019
- Eduard Prugovečki (1937 – 2003) (hrvaško-romunsko-kanadski)

## R
- Hubert Reeves (1932 – 2023)

## S
- Louis (Alexander) Slotin (1910 – 1946)
- Donna Strickland  2019

## T
- Richard E. Taylor (1929 – 2018)

## U
- William George Unruh (1945 –)

## V
- Erich (Wolfgang) Vogt (1929 – 2014)
- George Michael Volkoff (1914 – 2000)

## W
- John Tuzo Wilson
- Mark B. Wise